# Stazione di Torino di Sangro-Paglieta
La stazione di Torino di Sangro-Paglieta era una stazione ferroviaria posta lungo la linea ferrovia Adriatica. Serviva il comune di Torino di Sangro e quello limitrofo di Paglieta.

## Storia
La stazione venne inaugurata il 25 aprile 1864 insieme alla tratta Ortona-Foggia.
Nel 1947 assunse la nuova denominazione di "Torino di Sangro-Paglieta", per tornare però alla denominazione precedente dopo soli due anni (1949); nel 1961 riassunse nuovamente la denominazione di "Torino di Sangro-Paglieta".
Continuò il suo esercizio fino alla sua chiusura avvenuta il 27 novembre 2005.